# II. Honorat de Savoie
II. Honorat de Savoie (neve Honoré formában is előfordul; 1511 k. – 1580) a Savoyai-ház tende-i ágának tagja, Villars grófja (1531-től), majd őrgrófja (1565–1580), hadvezér, Franciaország marsallja és admirálisa. Édesapja révén I. Ferenc francia király unokatestvére, Savoyai Lujza régens unokaöccse.

## Származása, ifjúkora
Édesapja René de Savoie (1473 k. – 1525),  II. Fülöp savoyai herceg végrendeletileg törvényesnek elismert fia, aki 1497-ben féltestvérétől, I. Filibert hercegtől kapta meg Villars grófságát. 1501-ben vette feleségül Anna Lascaris di Ventimigliát (1487–1554), Tende örökösét. Az ifjú Filibert felesége ráhatására 1503-ban semmisnek nyilvánította bátyja törvényesítését, mire ő XII. Lajos francia király udvarába menekült másik féltestvéréhez, Savoyai Lujzához (1476–1531), a Valois-házi Charles d’Orléans angoulême-i gróf özvegyéhez. Távollétében Savoyában per indult ellene, melynek végeztével elkobozták a hercegség területére eső birtokait. 1509-ben felesége révén megörökölte apósától Tende grófságát, amelynek élén 1510-ben hűséget esküdött a francia királynak. 1515-ben Savoyai Lujza fia, I. Ferenc lépett trónra, aki fontos megbízásokat adott nagybátyjának: Provence kormányzójává, majd udvarmesterré tette. Ilyen minőségben érte a halál: 1525 márciusában a paviai csatában szerzett sérüléseibe halt bele.
René de Savoie és Anna Lascaris házasságából több gyermek született:
- Claude (1507–1569), Tende és Sommariva del Bosco grófja, Provence kormányzója 1525–1566 között;
- Madeleine (1510 k.–1586), 1526-tól[8] a későbbi connétable, Anne de Montmorency (1493–1567) felesége;
- Marguerite (†1591), II. Antoine de Luxembourg brienne-i gróf felesége;
- Honorat (1511 után–1580);
- Isabelle vagy Isabeau, 1527-től René de Bastarnay Le Bouchage-i gróf felesége.

Honorat születési éve nem ismert pontosan; apja 1511-es végrendeletében még nem említi, tehát feltételezhetően ezt követően jött világra. Első említése egy 1524-es királyi adománylevélben olvasható, amikor is megkapta Sainte-Menehould, Passavant és Vassy uradalmait. 1531. augusztus 25-én nagybátyja, az 1504-től uralkodó III. Károly savoyai herceg kinevezte Villars grófjává, visszaadva neki atyja korábbi címét, ami alapján feltételezhető, hogy ekkor már nagykorú volt. 1533-ban a francia királyi kamara nemesévé nevezték ki.

## Pályafutása
Katonai pályára lépett. A nyolcadik itáliai háború idején, 1536-ban részt vett a pikárdiai hadjáratban, amikor V. Károly császár seregei megostromolták Péronne-t. A következő évben is a tartományban harcolt Claude d'Annebault oldalán, többek között Thérouanne ostrománál. 1542-ben Henrik dauphin alatt harcolt fivérével, Claude-dal együtt a roussilloni Perpignan sikertelen ostrománál.
II. Henrik 1547-es trónra lépése után a sógora, Anne de Montmorency connétáble által kormányzóként irányított Languedoc katonai helytartójává nevezték ki, és a Szent Mihály-rend lovagjává fogadták. 1552-ben elkísérte II. Henriket lotaringiai hadjáratára, amikor elfoglalta az ún. három püspökség (Metz, Toul és Verdun) vidékét. 1553-ban részt vett a császáriak által ostromlott Hesdin hiábavaló felmentési kísérletében. Itt az unokatestvére, Emánuel Filibert savoyai herceg vezette ellenség fogságába esett. Szabadulása után megkapta Loches uradalmát II. Henriktől. 1554-ben II. Ercole d'Este ferrarai herceg udvarában tartózkodott, aki több ízben panaszkodott a hadvezetésére. 1557. augusztus 10-én súlyosan megsérült a vereséggel végződő saint-quentini csatában, de még teljes felgyógyulása előtt segítséget vitt a spanyolok által ostromolt Corbie-ba, amit így sikerült felmentenie. 1558 októberében unokaöccsei, François és Henri de Montmorency oldalán részt vett az itáliai háborúkat végleg lezáró béketárgyalásokon Emánuel Filibert herceg táborában, 1559-ben pedig jelen volt a cateau-cambrésis-i béke megkötése alkalmából rendezett, II. Henrik halálával végződő lovagi tornán.
Az 1562-től kitörő francia vallásháborúk során nagy buzgalommal harcolt a hugenották ellen, ellentétben protestáns szimpátiával vádolt bátyjával, Claude-dal. A háborúk szünetében elkísérte IX. Károlyt annak nagy országjáró körutazására 1564–1566 során, és annak utolsó évében részt vett az igazságszolgáltatási reformot hozó moulins-i gyűlésen (ld. moulins-i ediktum, moulins-i rendelet). Eközben unokatestvére, Emánuel Filibert savoyai herceg 1565-ben őrgrófsággá emelte villars-i grófságát.
1570-ben Blaise de Monluc utódaként Guyenne helytartójává nevezték ki. 1571-ben megkapta az elhunyt Imbert de La Platière de Bourdillon marsalli rangját, majd 1572-ben, Coligny meggyilkolását követően a keleti tengerek admirálisa lett. A Szent Bertalan éjszakáján elkövetett mészárlások nyomán kiújuló háborúskodásban ő vezette a guyenne-i hugenották leverését 1573-ban.
1578-ban lemondott admirálisi rangjáról veje, a Guise-házi Charles de Mayenne herceg javára. III. Henrik 1578 decemberében az elsők között fogadta az újonnan alapított Szentlélek-rend lovagjai közé.
1580-ban halt meg, elhunytának pontos helye és időpontja bizonytalan. A MedLands (Foundation for Medieval Genealogy) adatai szerint a halál dátuma 1580. szeptember 20. Halálhelyeként Samuel Guichenon a 17. században Párizst jelölte meg, amit egyes modern szerzők is átvettek. Jean-Louis Chalmel 19. századi történetíró szerint Loches-ban halt meg, míg a MedLands Pressigny-en-Touraine-t jelöli meg.

## Házassága, gyermeke

II. Honorat de Savoie Savoyai- és Laszkarisz-emblémát egyesítő címere a Szentlélek-rend nyakláncával (Père Anselme szerint)

1540-ben házasodott össze Jeanne-Françoise de Foix-val (†1542), Alain de Foix-Candale – II. Gaston de Foix-Candale gróf negyedik fia, castilloni vikomt – és Françoise de Montpezat egyetlen lányával és örökösével. Hozományként megszerezte Castillon-sur-Dordogne vikomtságát, továbbá a montpezat-i, aiguilloni, madaillani és Sainte-Livrade-i báróságokat. Felesége unokatestvéri viszonyban volt Honorat bátyja, Claude de Savoie második feleségével, Françoise de Foix-Candale-lal.
Egyetlen leányuk született:
- Henriette de Savoie-Villars († 1611), 1560-tól Melchior de Lettes-Desprez de Montpezat (megh. 1572 k.) – Antoine de Lettes-Desprez de Montpezat (1490–1544) marsall elsőszülött fia, II. Henrik udvarának befolyásos tagja – felesége; megözvegyülve, 1576-ban Charles de Mayenne-hez, a szélsőséges katolikus pártot vezető Guise-ház tagjához ment feleségül.

### A tende-i örökség
II. Honorat marsall unokaöccse, Claude nevű fivérének fia, I. Honorat (1538–1572) tende-i és sommarivai gróf, provence-i kormányzó 1572-ben halt meg gyermektelenül. Birtokait és címeit ketten követelték maguknak: II. Honorat, mint legközelebbi fiági rokon, és húga, Renée de Savoie-Tende (†1587), akit férje, I. Jacques d'Urfé támogatott. Híveik (olaszul Urfalini) kiszorították Tende-ből II. Honorat támogatóit (Milliavini), de utóbbiak 1574-ben megmérgezték d'Urfét. A családi konfliktusba Emánuel Filibert savoyai herceg is beavatkozott, aki 1575-ben megállapodott Renée-vel – a grófnő ennek keretében lemondott a nizzai grófsághoz tartozó Maro és Prelà uradalmairól, amelyek a Genovai Köztársasághoz tartozó Onegliai Fejedelemségbe ékelődtek enklávéként. Cserébe a hercegtől megkapta Bâgé-le-Châtel őrgrófságát és több más birtokot. Ezzel Tende elvileg a savoyai herceg birtoka lett, ám 1576-ban megváltozott a helyzet.
A marsall leánya és örököse, Henriette ebben az évben ismét férjhez ment, a tende-iek pedig új házastársa, Charles de Mayenne herceg hűségére esküdtek fel, felélesztve a tende-i örökség kérdését. Ennek nyomán tárgyalások kezdődtek Emánuel Filiberttel, amelyek eredményeképpen Henriette és férje lemondott a tende-i és onegliai követelésekről a Lyon szomszédságában újonnan létrehozott miribeli őrgrófságért (beleértve Monthelier, Sathonay és Loyettes falvakat) cserébe. Az erről szóló szerződést 1579-ben írták alá, de Tende csak 1581-ben olvadt végleg a savoyai hercegi birtokok közé.

## Bibliográfia
- Samuel Guichenon: Histoire généalogique de la Royale Maison de Savoie ou Histoire généalogique de la Royale Maison de Savoie justifiée par titres, fondations de monastères, manuscrits, anciens monumens, histoires, et autres preuves authentiques. III (franciául) (hely nélkül): chez Jean-Michel Briolo. 1660.   246–248. o.
- Henri de Panisse-Passis: Les comtes de Tende de la maison de Savoie. (franciául) (hely nélkül): Librairie Firmin-Didot et Cie. 1889.   137–177. o.

## Fordítás
Ez a szócikk részben vagy egészben  a   Honorat II de Savoie című francia Wikipédia-szócikk ezen változatának fordításán alapul.  Az eredeti cikk szerkesztőit annak laptörténete sorolja fel. Ez a jelzés csupán a megfogalmazás eredetét és a szerzői jogokat jelzi, nem szolgál a cikkben szereplő információk forrásmegjelöléseként.